# Lars Ersson (orgelbyggare)
Lars Ersson var en svensk orgelbyggare och borgare i Enköping. Han byggde på 1600-talet mindre orglar i Uppland och Västmanland

## Lista över orglar
| År         | Ursprunglig kyrka     | Stift    | Manualer | Pedal        | Stämmor | Bevarad orgel/fasad | Övrigt |
| ---------- | --------------------- | -------- | -------- | ------------ | ------- | ------------------- | --- |
| 1642       | Tortuna kyrka         | Västerås |          |              | 5       | Nej/Ja              | En orgel från 1600-talet byggdes om 1642 av Ersson för 260 daler. En ny orgel byggdes 1739 av Daniel Stråhle. Senare i Skerike kyrka. |
| 1646       | Simtuna kyrka         | Uppsala  |          |              | 7       | Nej/Nej             | Orgeln kostade 369 daler. Orgeln stod på korläktaren över sakristian. Ett nytt orgelverk byggdes 1726 av Johan Niclas Cahman, Stockholm. |
| 1652       | Stora Skedvi kyrka    | Västerås | 2        | Självständig | 20      | Nej/Nej             | På orgelverket arbetade orgelbyggaren Lars Ersson i 59 veckor, sonen Erik i 21 1⁄2 veckor, Johan Nilsson Bruse i 5 veckor, snickaren Anders Eriksson i 2 1⁄2 veckor, organisten Anders Matsson i 11 veckor och bildsnidaren Sune Andersson i 30 veckor. Orgeln approberades av organisten Didrich Schreij den äldre i Falun. Orgeln såldes på 1830-talet till Lundby kyrka och sattes upp där 1838. En ny orgel byggdes 1890 i Lundby kyrka av Åkerman & Lund, Stockholm. Orgelns ryggpositiv såldes okänt år vidare till Västervåla kyrka. |
| Före 1652  | Litslena kyrka        | Uppsala  |          |              | 5       | Nej/Nej             | En ny orgel byggdes 1779 av Nils Söderström, Nora. |
|            | Holms kyrka, Uppland  | Uppsala  |          |              |         | Nej/Nej             | Orgeln förstördes i en brand 1723. |
| 1650-talet | Vallby kyrka, Uppland | Uppsala  |          |              |         | Nej/Nej             | En ny orgel kontrakterades 1763 av Jonas Gren och Petter Stråhle, Stockholm. Orgeln fullbordades 1765 av Carl Wåhlström, Stockholm. |